# Авербух, Илья Шейвахович
Илья Ше́йвахович Авербух (род. 10 апреля 1952) — молдавский советский и израильский физик-теоретик.

## Биография
Родители — Шейвех Хаимович Авербух (1923—1998) и Мариетта Срулевна Каушанская (1925—2015), уроженцы Кишинёва. В 1969 году окончил московскую физико-математическую школу № 18 (Школа Колмогорова) при Московском государственном университете. В 1974 году окончил физико-математический факультет Новосибирского государственного университета. В 1974—1991 годах работал в лаборатории физической кинетики Института прикладной физики Академии наук Молдавской ССР (старший, затем ведущий научный сотрудник). Диссертацию кандидата физико-математических наук по теме «Молекулярные системы в поле резонансного оптического излучения» защитил в 1981 году под руководством В. А. Коварского.
С 1991 года живёт в Израиле. Профессор химии твёрдого тела в отделении химической и биологической физики Института Вейцмана в Реховоте.
Основные научные труды в области квантовой физики, квантовой оптики, кинетическим процессам в молекулярных и твёрдотельных системах. В 1989 году в ключевой и высокоцитируемой статье «Fractional revivals: universality in the long-term evolution of quantum wave packets beyond the correspondence principle dynamics» (с Н. Ф. Перельманом) объяснил влияние ангармоничности на нарушение принципа Эренфеста, открыв возможность промежуточных асимптотик квантовой механики, которые возникают из-за явлений интерференции в многоуровневых системах (Averbukh—Perelman fractional revivals). Применил технологию волновых пакетов для разделения изотопов, экспериментально подтвердил возможность вызывания эхо квантовых волновых пакетов в изолированных молекулах (2020).
Действительный член (фелло) Американского физического общества и Оптического общества (2007).

## Монографии
- В. А. Коварский, Н. Ф. Перельман, И. Ш. Авербух. Неадиабатические переходы в сильном электромагнитном поле. Кишинёв: Штиинца, 1980. — 174 с.
- В. А. Коварский, Н. Ф. Перельман, И. Ш. Авербух. Многоквантовые процессы. М.: Энергоатомиздат, 1985. — 161 с.